# Partit Republicà Català (1917-1931)
|  | Vegeu Partit Republicà Català pel partit independentista fundat el 2006 amb el mateix nom |

El Partit Republicà Català va ser un partit polític republicà i catalanista que va existir entre el 1917 i el 1931, moment en què es va fusionar amb altres organitzacions per formar Esquerra Republicana de Catalunya.
El Partit Republicà Català va ser fundat a Barcelona els dies 21 i 22 d'abril de 1917 a conseqüència de la fusió entre el Bloc Republicà Autonomista, de Francesc Layret i Marcel·lí Domingo i Sanjuan, i la Joventut Republicana de Lleida. En la fundació del partit també van participar antics membres de la Unió Federal Nacionalista Republicana, polítics reformistes com Lluís Companys, i federalistes com August Pi i Sunyer.
La primera directiva la van formar Marcel·lí Domingo i Sanjuan (president), Ramon Noguer i Comet (secretari general), Alfred Perenya, Estivill, i Pi i Sunyer.
Les seves bases programàtiques es fonamentaven en l'acceptació del programa federal de Pi i Margall de 1894, el laïcisme, i l'impuls de grans transformacions econòmiques i socials.
El seu portaveu era el diari La Lucha, que es va distingir per campanyes d'agitació contra la monarquia d'Alfons XII. Eren freqüents els articles antimonàrquics i antimilitaristes de Layret, Domingo i Companys.
Es va presentar a les eleccions municipals de 1917 formant part d'una coalició de partits, com també es va presentar a les eleccions generals de 1918, en les quals va obtenir 4 diputats, un resultat que va millorar en les eleccions de 1919.
El 1920 va ser assassinat el seu líder Francesc Layret, la qual cosa va suposar un dur cop per al partit. Lluís Companys va ser elegit diputat per Sabadell el 1920 i el 1923.
Durant els anys 1920 els dirigents del partit Companys, Joan Casanovas i Ernest Ventós van participar en complots contra la dictadura de Primo de Rivera. Van ser anys en què el partit va passar diverses crisis internes, a causa de les discrepàncies entre els seus membres i de la repressió que va sofrir.
El 1930, després d'aproximar-se al grup de L'Opinió, va participar en la firma del Manifest d'Intel·ligència Republicana i, posteriorment, el març de 1931, en la Conferència d'Esquerres que donà lloc a la fusió de diversos partits i la fundació d'Esquerra Republicana de Catalunya.